# Ağzıkarahan
Koordinaten: 38° 26′ 43″ N, 34° 8′ 26″ O

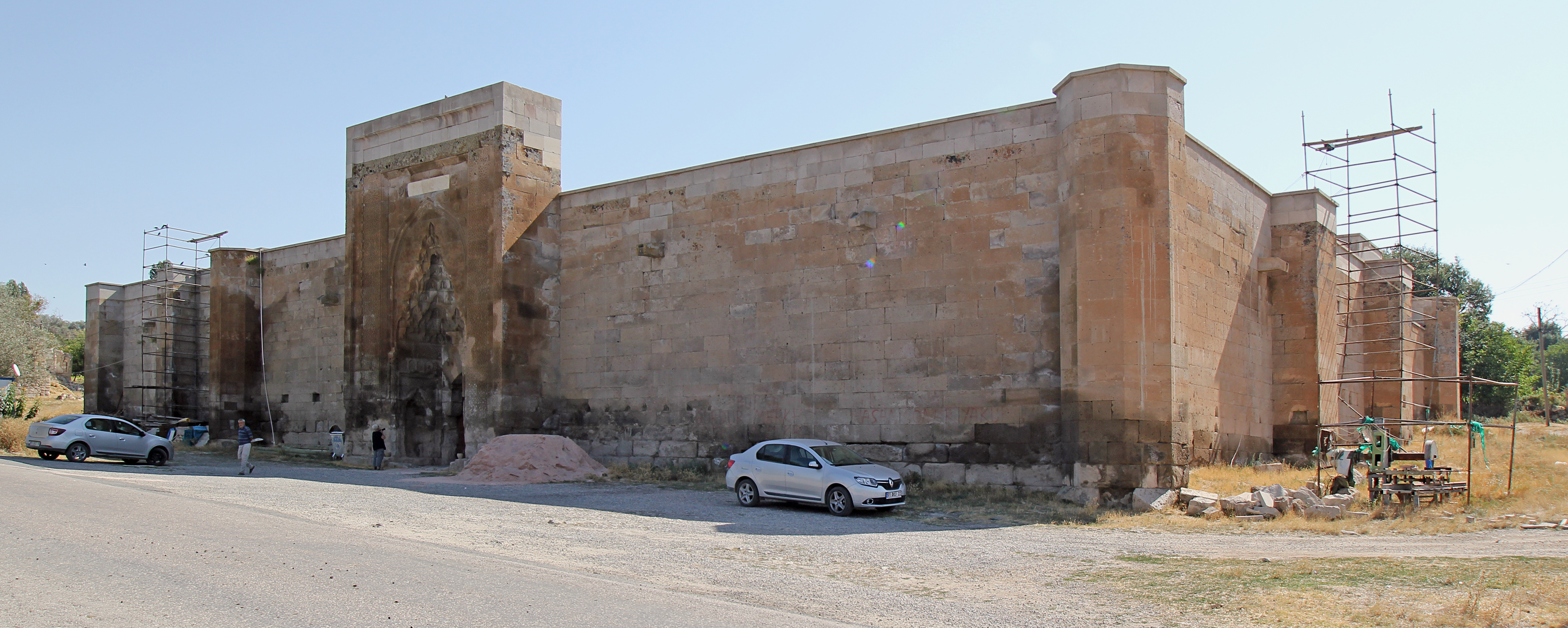
Ağzıkarahan von Süden

Der Ağzıkarahan (türkisch für „Schwarzmund-Han“), auch Ağzıkara Han oder Hoca Mesud Hanı, ist eine seldschukische Karawanserei in Kappadokien in der Türkei. Er liegt im gleichnamigen Ort Ağzıkarahan im zentralen Landkreis der Provinz Aksaray etwa 15 km östlich der Provinzhauptstadt.

## Entstehung
Der Han wurde im 13. Jahrhundert erbaut. Eine Inschrift am Hallenportal bezeugt die Fertigstellung des bedeckten Teils im Jahre 1231 in der Regierungszeit des Sultans der Rum-Seldschuken Kai Kobad I. Durch eine Inschrift am Hofportal kann der Bau des Hofteils auf 1240 unter Kai Chosrau II. datiert werden. Als Bauherr für letzteren ist Mesud, Sohn des Abdullah angegeben. Die Karawanserei ist eine von zahlreichen an der seldschukischen Handelsroute von Konya über Aksaray nach Kayseri. Die Straße war unter dem Namen Ulu Yol („Große Straße“) bekannt und teilte sich in Kayseri auf in eine nordöstliche Route über Sivas und Erzurum in den Iran und eine südöstliche über Malatya, Diyarbakır und Van nach Mesopotamien. Römische und byzantinische Spolien in den Hans an dieser Straße lassen es wahrscheinlich erscheinen, dass die Karawansereien zumindest teilweise militärischen Straßenposten oder Herbergen aus dieser Zeit entsprechen.

## Aufbau
Der Ağzıkarahan ist etwa nord-südlich und damit parallel zur damaligen und zur heutigen Straße angelegt. Er entspricht vom Grundriss her dem Grundtyp des seldschukischen Hans, ähnlich dem Sarıhan und dem Sultanhan von Aksaray und Kayseri, ist aber im Gegensatz dazu nicht axialsymmetrisch. Der Eingang zum Hof liegt ungewöhnlicherweise auf der Westseite, zur Straße hin, und nicht auf der gleichen Achse wie das Hallenportal.
In der Außenmauer liegen sechs Ecktürme und sieben Seitentürme, die dem Gebäude einen festungsartigen Charakter verleihen. Vom Hauptportal, das reich mit reliefierten geometrischen Ornamenten und Muqarnas verziert ist, betritt man durch einen verhältnismäßig langen Gang den Hof. An dessen Ostseite liegen sieben geschlossene und ein offener Raum. Der Eingangswand sind innen Arkaden vorgelagert, an der Südwand liegt ein weiterer geschlossener Raum und westlich davon ebenfalls Arkaden. In der Mitte des Hofes steht auf vier Säulenbögen eine Kiosk-Moschee (Mescit), die über eine Doppeltreppe im Norden zu betreten ist. Deren 4 × 4 m messender Innenraum ist von einer mit Muqarnas geschmückten Kuppel überwölbt.
An der Nordseite des Hofes liegt der Eingang zur gedeckten Halle. Das etwa quadratische Gebäude hat ein Mittelschiff und beidseitig davon jeweils sechs Querschiffe. Das Tonnengewölbe des erhöhten Mittelschiffs wird auf der Höhe des vierten Querschiffs von einer Kuppel bekrönt, die auf einem muqarnasgeschmückten Tambour ruht. Der Raum wird durch Fenster in der östlichen Seitenwand und Rundbogenfenster in der Kuppel beleuchtet.

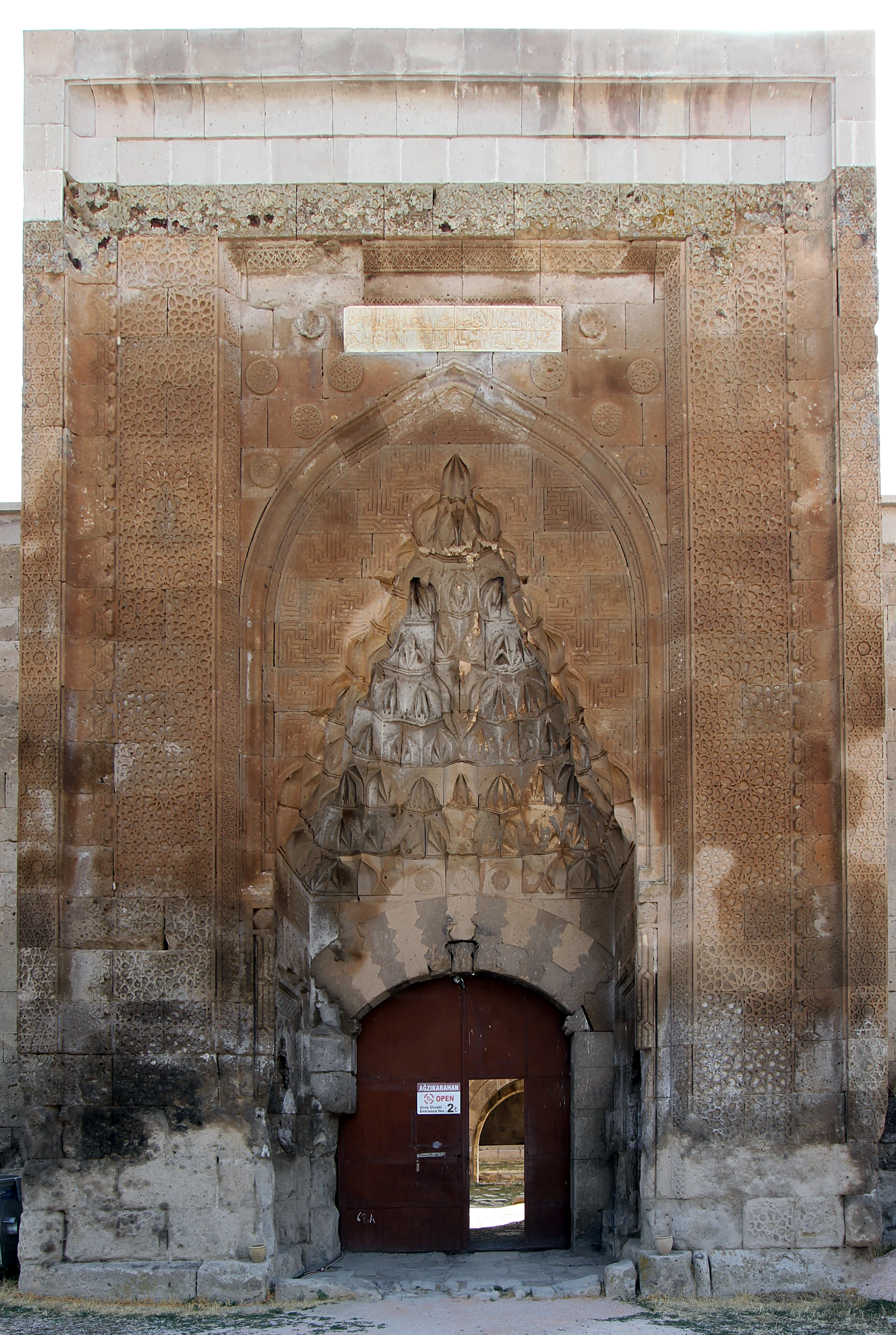
Portal
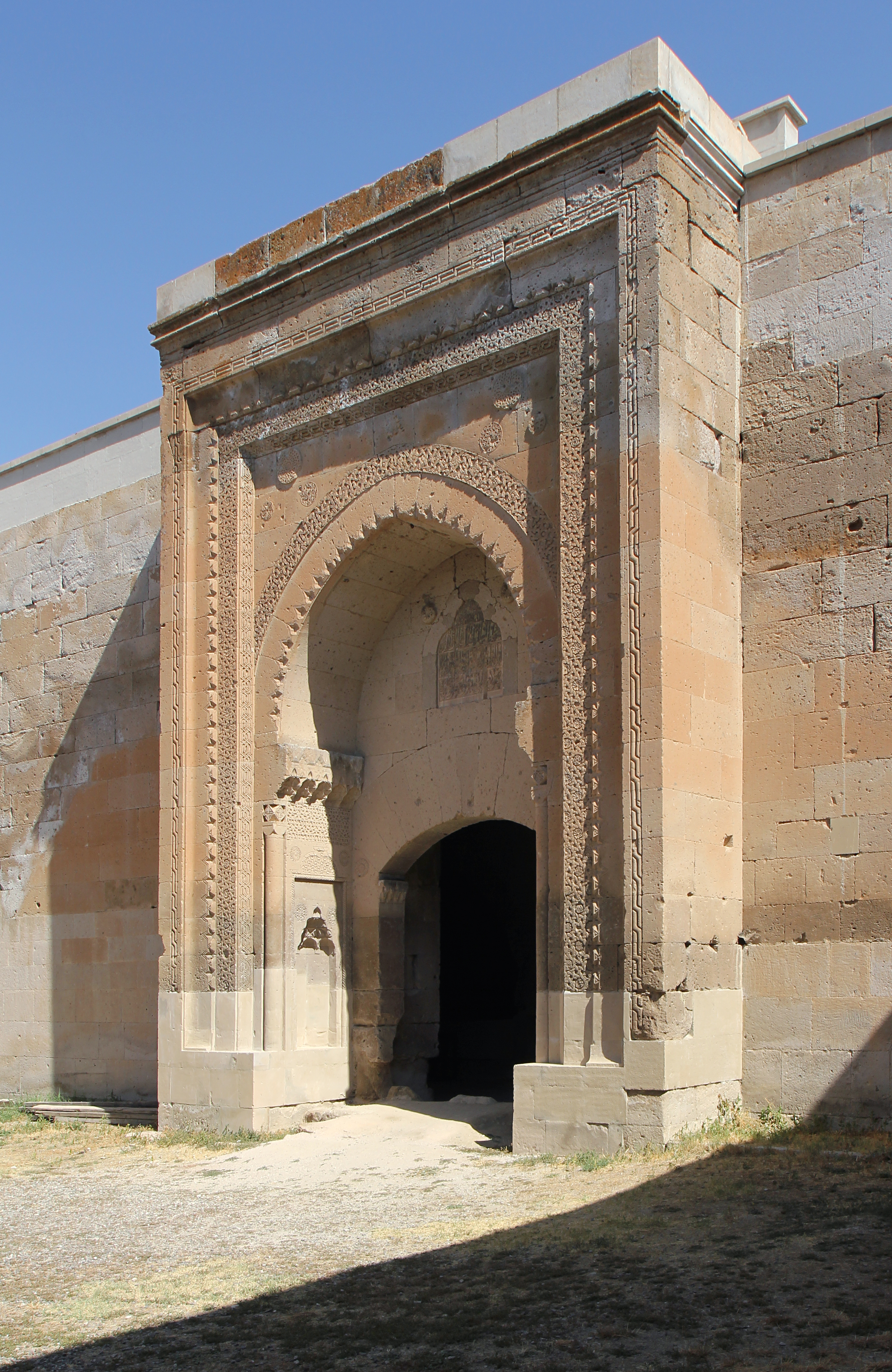
Tor zur Halle
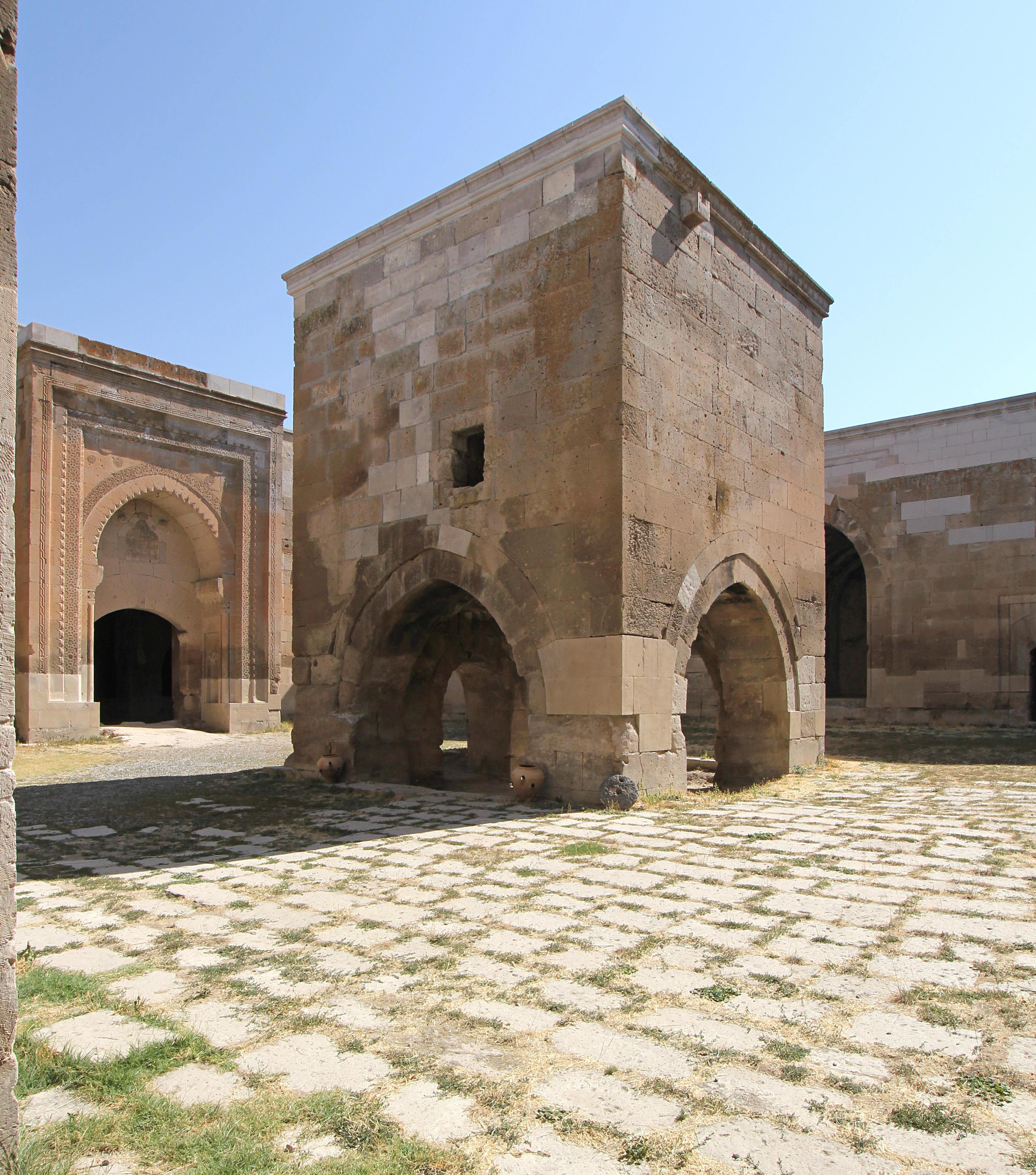
Mescit
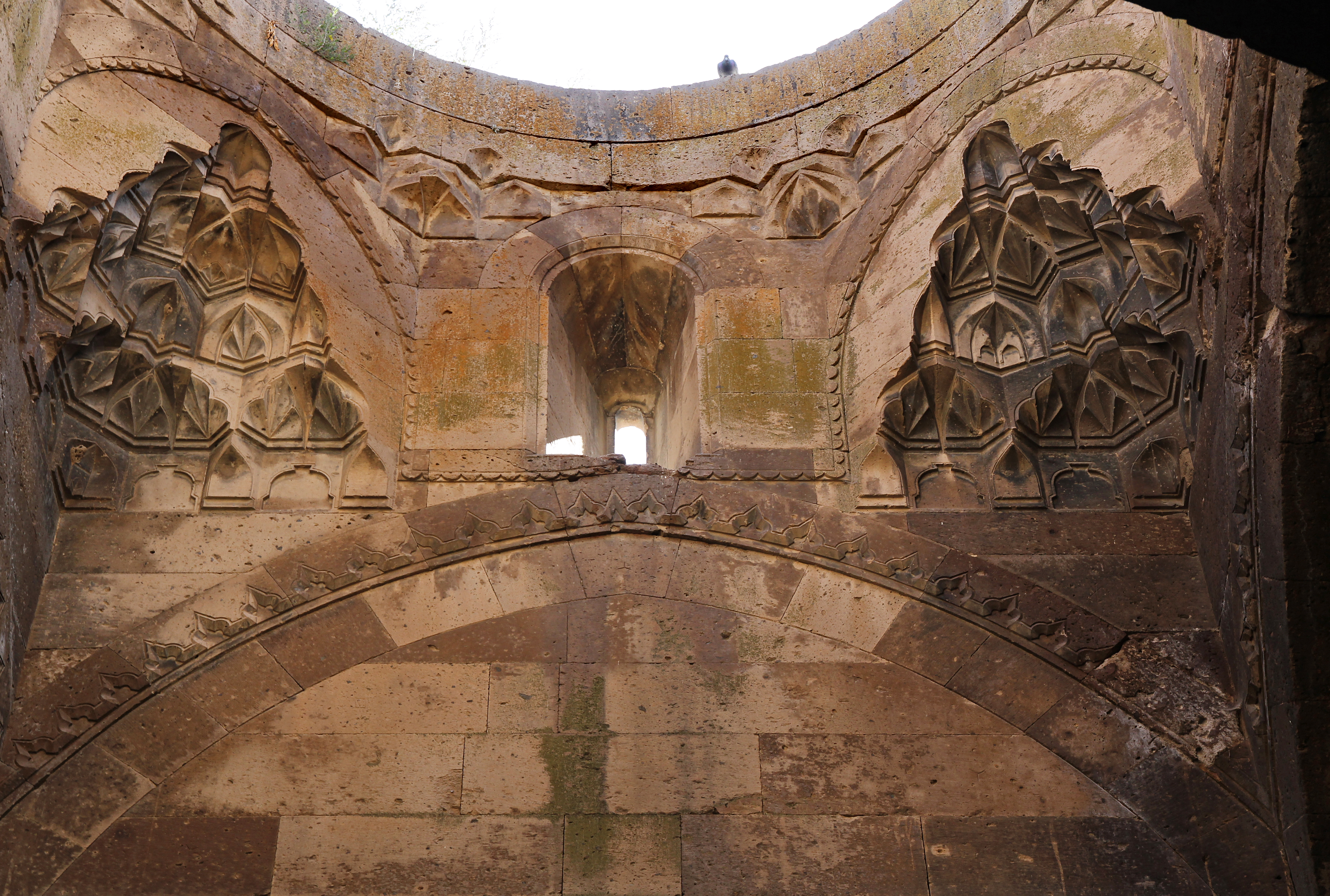
Kuppel der Halle
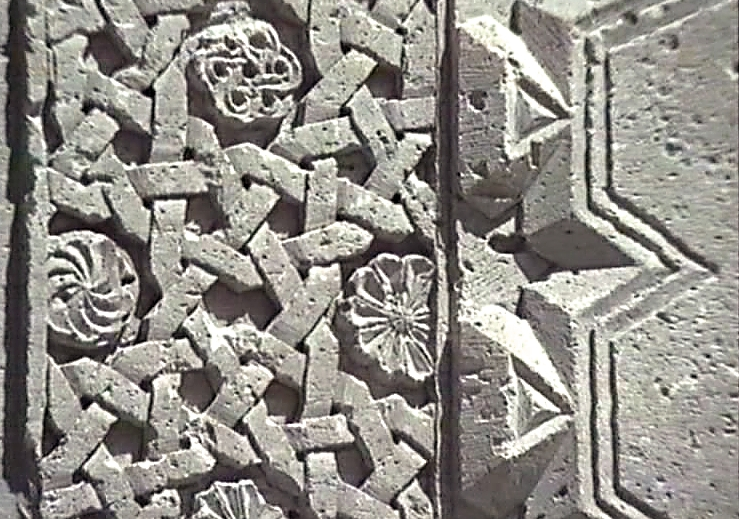
Ornamentschmuck am Hofportal